# ゴマントン洞窟
ゴマントン洞窟（ゴマントンどうくつ、英語: Gomantong Caves、マレー語: Gua Gomantong）は、マレーシアのサバ州サンダカン省のゴマントン丘陵（英: Gomantong Hill）にある洞窟網である。洞窟の入口は上下2か所にあり、燕の巣（燕巣〈えんそう、えんず〉、燕窩〈えんか〉）の採取地として知られるとともに、洞内にはアナツバメやコウモリの糞の堆積によるグアノが形成されている。

## 地理
サンダカンの南約32キロメートル (31.4km) 、道程にして約110キロメートルにある。キナバタンガン川流域の一大石灰岩層であるゴマントン丘陵に位置し、ゴマントン森林保護区3,297ヘクタール (32.97 km2)にある洞窟ならびに周辺地域は、野生生物、とりわけクリイロリーフモンキーやオランウータンが生息する保護地域である。また、石灰岩のゴマントン丘陵は、絶滅危惧種の陸産貝類（英: Land snail）の1種である Opisthostoma mirabile（シノニム Plectostoma mirabile）の固有生息地としても知られる。

## 洞窟網

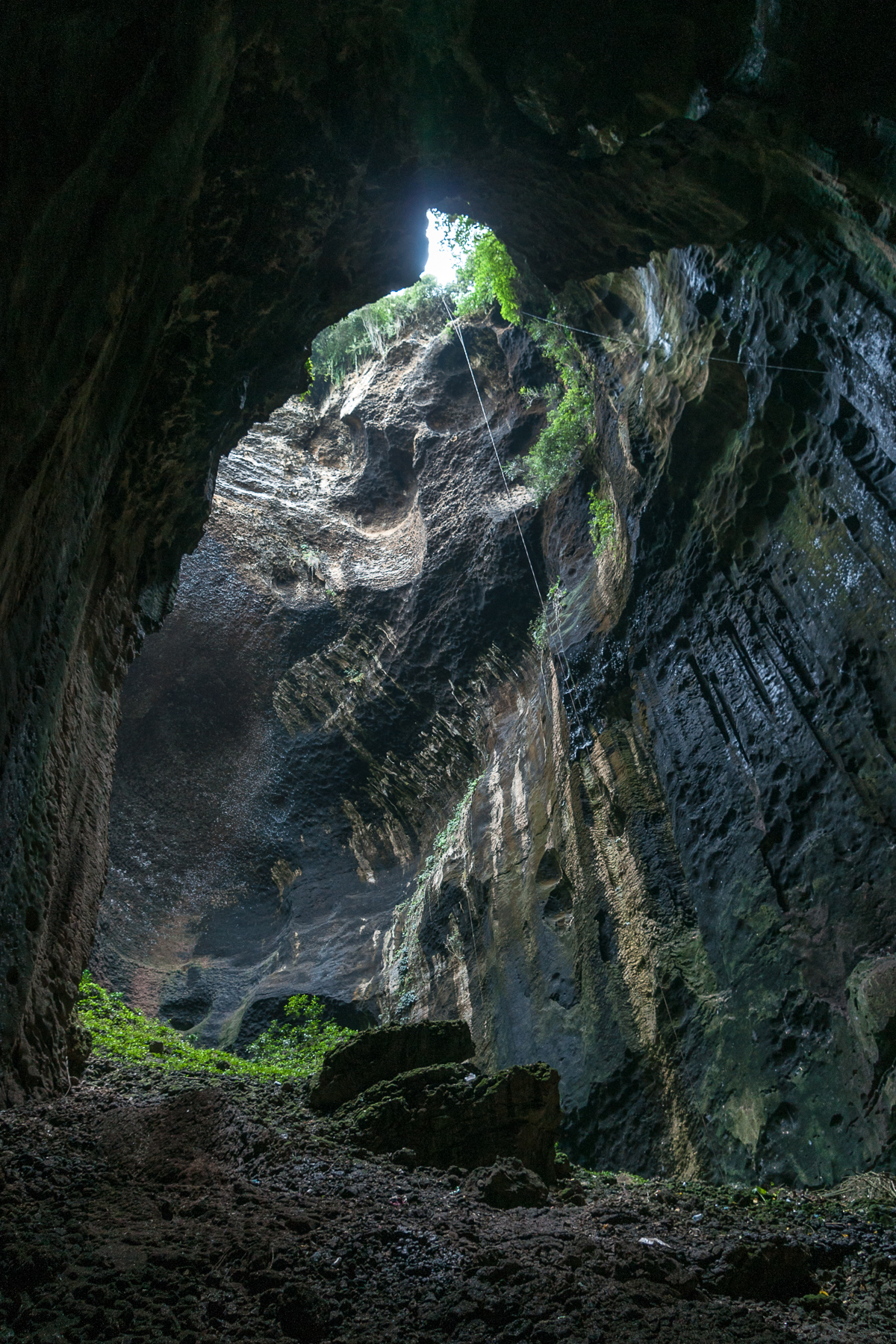
シムッド・ヒタム開口上部

洞窟はおよそ9洞に分岐し、複雑な洞窟網の総延長はおよそ4キロメートル余りにおよぶ。洞窟の入洞口は2か所あり、木道（英: boardwalk）が設けられた下層部のシムッド・ヒタム (Simud Hitam〈黒の洞窟、英: Black Cave〉) が時節に応じて一般に公開されている。その上層部（比高85m）にシムッド・プティ (Simud Putih〈白の洞窟、英: White Cave〉) の洞口がある。
2つの洞口の呼称は、採集される燕（アナツバメ〈穴燕〉）の巣の色調による。黒い巣が採れる下層洞穴のシムッド・ヒタムの天井は高さ90メートルにおよび、洞内にはオオアナツバメ (Aerodramus maximus) の集団営巣が見られる。また、上層洞穴のシムッド・プティからは、ジャワアナツバメ (A. fuciphagus) による白い巣が採取される。
コウモリは、ヒダクチオヒキコウモリ (Chaerephon plicata) の大規模なねぐらとして知られるほか、グールドカグラコウモリ (Hipposideros cervinus) 、フィリピンキクガシラコウモリ (Rhinolophus philippinensis) 、ボルネオキクガシラコウモリ (R. borneensis) 、クレーキクガシラコウモリ (R. creaghi) 、それに固有のボルネオホオヒゲコウモリ (Myotis gomantongensis) など12種もしくは13種を数える。これらの糞などの堆積により洞内にはグアノが生成されるとともに、無数のゴキブリが生息することでも知られる。

## 燕巣採取

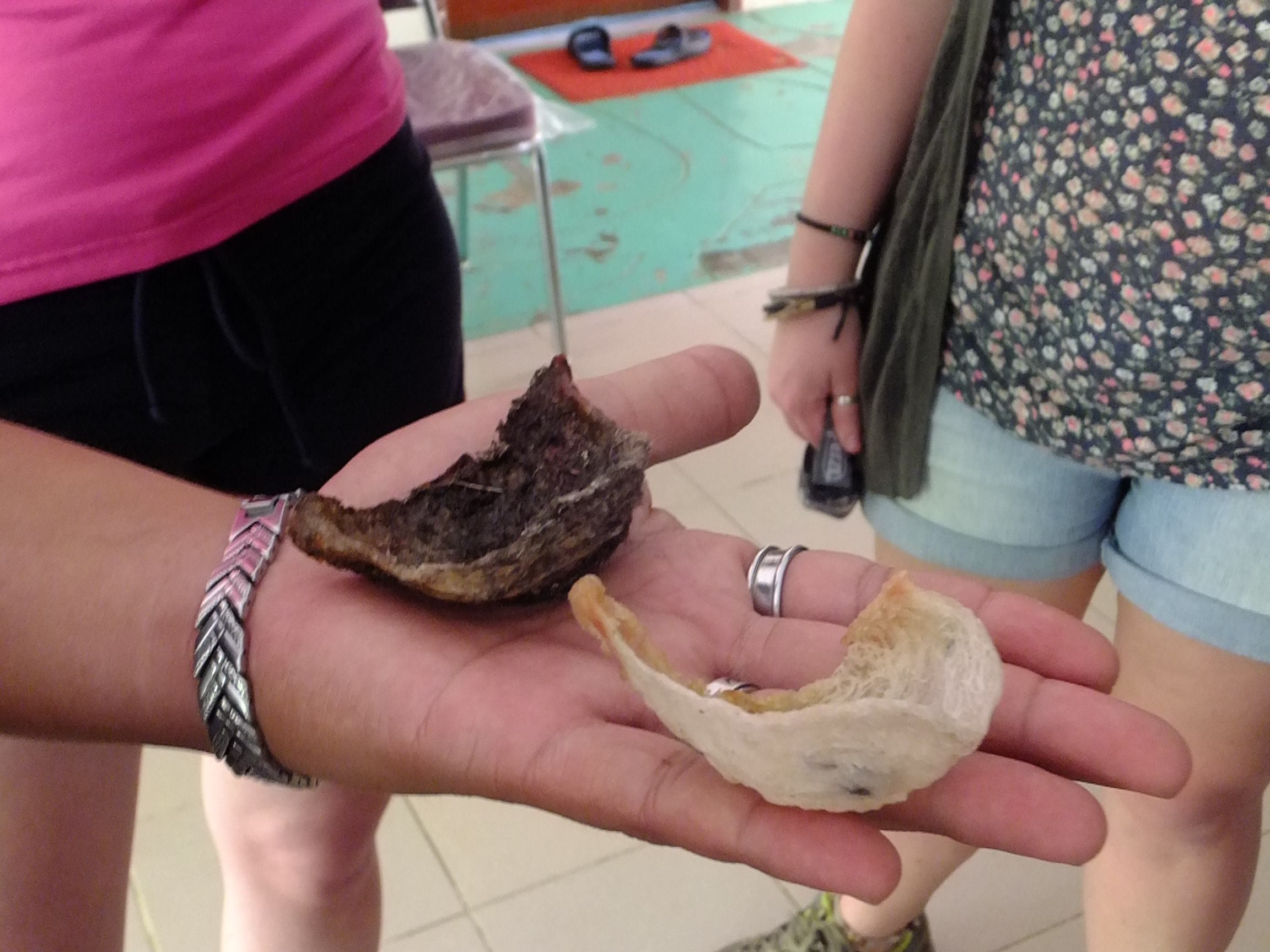
アナツバメの「燕の巣」のうち白い巣は異物が少なく価値が高い

ゴマントン洞窟は、中国の明（1368-1634年）王朝の時代の少なくとも15世紀初頭より、食材となる燕の巣が採れる要地として知られる。採集される巣のうち貴重で高価な白い巣は、シムッド・プティ洞内のジャワアナツバメ（英: Edible-nest〈White-nest〉 swiftlet）の営巣によるもので、一方のオオアナツバメ（英: Black-nest swiftlet）により造巣されたシムッド・ヒタムの黒い巣はこれより価値が劣る。
| 西暦   | 黒い巣 (kg) | 白い巣 (kg) |
| ------ | ----------- | ----------- |
| 1924年 | 12,000      | 1,200       |
| 1985年 | 5,000       | 400         |
| 2001年 | 9,000       | -           |

燕の巣は、2-4月の繁殖早期の最初の営巣時、それに再度造巣して繁殖した後の7-9月（8月）の巣立ち後に採集される。また、12月にも黒い巣のみ採取されている。洞窟の上部に登り、トウ（籐、英: Rattan）製の梯子（はしご）やロープを掛けて採取される。採集については、サバ州の野生生物保護法（英: Wildlife Conservation Enactment 1997）により規定される。かつては先住民のオラン・スンガイ族が原則として収穫に携わっていたが、洞窟を所有する政府の入札制度導入に伴い、請負業者の費用削減のために外国人労働者が安価な労働力として雇用される傾向が見られる。